# Готфрід Дінст
Готфрід Дінст (нім. Gottfried Dienst, 9 вересня 1919, Базель — 1 червня 1998, Берн) — швейцарський футбольний суддя.

## Біографія
У 1960-ті роки вважався одним з найкращих арбітрів Європи. Саме він судив фінали Кубка європейських чемпіонів у 1961 і 1965 роках, а також обслуговував матчі Чемпіонату світу 1962 року.
У 1966 році він судив фінал Чемпіонату світу 1966 року, що відбувся 30 липня, у якому господар чемпіонату збірна Англії, зустрілася із збірною ФРН. Основний час матчу завершився з рахунком 2-2. У додатковий час стався епізод, суперечки навколо якого тривають і донині. Під час однієї з атак господарів Герст потужно пробив по воротах. М'яч, потрапивши в поперечину, відбився чи то на лінії, чи то за нею і відскочив у поле. Дінст після наради з лайнсменом, радянським арбітром Тофіком Бахрамовим, зафіксував взяття воріт. Лише згодом інженерний відділ Оксфордського університету провів дослідження щодо третього голу англійців, за результатами якого прийшов до висновку, що м'яч не перетнув лінію воріт повністю, і до гола цей удар відділяло 6 сантиметрів.
Незважаючи на можливу помилку, Дінсту через два роки довірили обслуговування фіналу Чемпіонату Європи 1968 року, який знову завершився скандалом. Дінста звинуватили в прихильному ставленні до господарів турніру збірної Італії. У першому таймі він не дав пенальті, коли захисник господарів Джорджо Ферріні зніс Добривоє Тривича, що увірвався в штрафний майданчик. В кінці другого тайму він скасував чистий гол, забитий після сольного проходу Драгана Джаїча, а ще через кілька хвилин він допоміг господарям зрівняти рахунок. Югослави сфолили неподалік від своєї штрафної. «Стінка» югославів ще не була збудована, але Анжело Доменгіні, не дочекавшись свистка, вдарив по воротах гостей. Їх воротар, що займався побудовою стінки, зміг лише простежити за польотом м'яча в кут воріт. У таких випадках належало повторити удар, але арбітр вказав на центр — 1:1. Додатковий час також не виявив переможця: більше не було забито жодного м'яча. За регламентом змагань при нічийному рахунку в овертаймі мало відбутись перегравання, яке вже обслуговував інший арбітр.
В тому ж році Дінст завершив кар'єру арбітра. Усього відсудивши у 28 міжнародних матчах, 42 єврокубкових матчах і 252 матчах чемпіонату.